# 2527 Gregory
2527 Gregory este un asteroid din centura principală, descoperit pe 3 septembrie 1981 de Norman Thomas.